# Art Paul
 (décembre 2018).
Si vous disposez d'ouvrages ou d'articles de référence ou si vous connaissez des sites web de qualité traitant du thème abordé ici, merci de compléter l'article en donnant les références utiles à sa vérifiabilité et en les liant à la section « Notes et références ».
Arthur « Art » Paul (18 janvier 1925 - 28 avril 2018) était un graphiste américain et le directeur artistique fondateur du magazine Playboy. Durant son séjour à Playboy, il a passé commandes à des illustrateurs et des artistes tels qu'Andy Warhol, Salvador Dalí et James Rosenquist.
En plus d'être directeur artistique et graphiste - en particulier du logo du lapin de Playboy, Art Paul était illustrateur, artiste de talent, conservateur, écrivain et compositeur. Il y a eu un regain d'intérêt récent pour le passé et le présent de l'art, avec des conférences récentes, des livres, des expositions et un documentaire sur lui. À 91 ans, il met ses dessins et ses écrits sous forme de livre, créant des projets axés sur la race, le vieillissement, les animaux et la fantaisie graphique.